# Eddie Thomson
Eddie Thomson (ur. 25 lutego 1947 w Rosewell, zm. 21 lutego 2003 w Sydney) – szkocki piłkarz występujący na pozycji obrońcy.

## Kariera piłkarska
Od 1966 do 1980 roku występował w Heart of Midlothian, Aberdeen, San Antonio Thunder i Sydney City SC.

## Kariera trenerska
Po zakończeniu piłkarskiej kariery pracował jako trener w Sydney City SC, Sydney Olympic FC, Reprezentacja Australii w piłce nożnej mężczyzn i Sanfrecce Hiroszima.